# Онлајн аукција
Онлајн аукција (такође електронска аукција, е-аукција, виртуелна аукција или еАукција) је аукција која се одржава преко интернета и приступа јој се преко интернетских уређаја. Слично као и у аукцијама уживо, онлајн аукције долазе у различитим типовима, са различитим правилима нудења и продаје.
Продажа преко интернета за предузећа стално расте већ годинама, а са миграцијом свих трансакција на дигиталне канале узрокованом пандемијом COVID-19, продаја широм света путем е-комерције као што су веб-сајтови и онлајн пазари укупно је порасла у 2020. години и касније.
Постоје два основна тржишта за онлајн аукције: пословни сектор према пословном сектору (B2B) и пословни сектор према потрошачима (B2C). Прогнозира се да ће B2C имати преко 1% годишњег раста, достижући скоро 22% укупних глобалних ретаил продаја до 2024. године. Вредност бруто мерчандајса у B2B е-комерцији показала је сличан сталан раст кроз 2019. годину, као и њен ретаилни B2C партнер.
Највећи онлајн аукциони са потрошача на потрошача је eBay, за који истраживачи предлажу да је популаран зато што је удобан, ефикасан и ефективан начин куповине и продаје робе.
Ипак, упркос предностима онлајн аукција, анонимност интернета, велико тржиште и лак приступ омогућавају онлајн аукционске преваре лакше него у традиционалним аукцијама. Федерална трговачка комисија (FTC) категоризује извештаје о преварама на онлајн аукцијама са категоријама онлајн шопинга.

## Историја
Онлајн аукције потичу са веб форума као раних 1979. године на CompuServe и The Source, као и путем електронске поште и система билтен табла. Аукционари и продајачи би постављали обавештења о предметима који су на продаји, минималним понудама и времену завршетка. Како је популарност онлајн аукција расла, почели су се појављивати веб сајтови посвећени овој пракси 1995. године када су основана два аукциона сајта. Први онлајн аукцион сајт био је Onsale.com, основан у мају 1995. године од стране Џери Каплана. Бизнис модел Onsale-a је био такав да је компанија деловала као продајач.
У септембру 1995. године, eBay је основан од стране француско-иранског рачунарског научника Пјера Омидијара користећи различит приступ онлајн аукцијама омогућавајући трансакције од особе до особе. Ово је био популаран избор међу потрошачима, што је довело до тога да eBay постане највећи е-комерцијални сајт почетком 2000-их година.

## Типови

### Енглеске аукције
Енглеске аукције су такође познате као јавни изговор или повећавање цена. У живим окружењима, енглеске аукције се најављују или од стране аукционара или од стране понудиоца, а победници плаћају онолико колико су последње понудили да би добили предмет. Енглеске аукције су најчешћи трећи облик онлајн аукција и познате су по својој једноставности. Овај формат је популаран због његове лакоће коришћења у онлајн окружењу (пошто рачунари могу да прате и доделе аукцију највишем понудиоцу из многих понуда).

### Реверзне аукције
Реверзне аукције се примарно користе да би се поставиле многобројне продајне понуде пред потенцијалним купцима. Више продаваца се такмичи да би добили бизнис купца, а цене обично опадају током времена како нове понуде стижу од продаваца. Оне не прате типични формат аукције у том смислу што купац може видети све понуде и може изабрати које би више волео. Реверзне аукције се преимаљу у пословном контексту за набавку.

### Аукција са накнадом за учешће
Аукција са накнадом за учешће (позната и као аукција са једним центом) захтева од купаца да плаћа за понуде, којима могу повећати цену аукције за једну јединицу валуте посебно. Најзначајнија аукција са накнадом за учешће била је Swoopo.
Критичари поређају овај тип аукције са игром на срећу, јер корисници могу потрошити значајан износ новца без да добију било шта узврат. Власник аукције зарађује на два начина: куповином понуда и стварним износом направљеним од крајње цене предмета.